# 밀월 (1967년 영화)
"밀월"은 1967년 공개된 대한민국의 영화이다.

## 배역
- 신성일
- 문희
- 박암
- 최삼
- 최창호
- 조덕성
- 김주오
- 태무진
- 신종섭
- 최재호
- 김신명